# Alcaldía de Santa Elena
La alcaldía de Santa Elena o Municipalidad de Santa Elena el organismo ejecutivo municipal del cantón Santa Elena, Ecuador. Está regida por el Concejo Cantonal de Santa Elena y presidido por el Alcalde, quien es la máxima autoridad administrativa y política de la ciudad de Santa Elena y su cantón.

## Competencias
La Alcaldía planifica el desarrollo cantonal y formula los planes de ordenamiento territorial de la ciudad y sus parroquias. Trabaja en asuntos de Planeamiento urbanístico y uso de suelo, sistema de movilidad, obra pública, infraestructura, vialidad urbana. Presta servicios públicos de agua potable, alcantarillado, tratamiento de aguas residuales, manejo de desechos sólidos, saneamiento ambiental y programas de inclusión social. 
Preserva, mantiene y difunde el patrimonio arquitectónico, cultural y natural del Cantón. 
Tiene la competencia de crear, modificar o suprimir mediante ordenanzas, tasas y contribuciones especiales de mejoras.

## El Alcalde
Entre otros poderes y responsabilidades, la actual Constitución Política de la República del Ecuador encarga a los alcaldes de cada cantón, incluyendo al de Santa Elena, la autoridad de administración acompañado de un concejo cantonal, del cual formará parte, lo presidirá y, tendrá voto dirimente, es la cabeza del cabildo y representante del municipio. El alcalde lidera el poder ejecutivo del Gobierno Autónomo Descentralizado Municipal.
En Ecuador, el alcalde es el jefe del poder ejecutivo de un municipio y su máximo representante. Es el responsable de la administración de la municipalidad y de sus relaciones con el gobierno central. Es asesorado por un consejo municipal, El vicealcalde no es elegido de la misma manera, ya que una vez instalado el Concejo Cantonal se elegirá entre los ediles un encargado para aquel cargo. El alcalde y el vicealcalde duran cuatro años en sus funciones, y en el caso del alcalde, tiene la opción de reelección inmediata o sucesiva. El alcalde tiene voto dirimente en el concejo cantonal, mientras que el vicealcalde realiza las funciones del alcalde de modo suplente mientras no pueda ejercer sus funciones el alcalde titular. El alcalde es elegido por votación popular democrático directo por un periodo de cuatro años con posibilidad de reelección. El actual alcalde de Santa Elena es Otto Vera Palacios, quien ocupa el cargo desde el 15 de mayo del 2019.